# Enrique García Asensio
Enrique García Asensio (València, 1937) és un músic violinista, compositor i director d'orquestra valencià.

## Biografia
Naix a la ciutat de València al si d'una família de músics. El seu pare i el seu avi eren violinistes, i el seu besavi va ser compositor, pianista i director. El seu germà José Luis també és músic violinista i director d'orquestra.
Comença els seus estudis al Conservatori Superior de Música de Madrid, on es diploma en música de cambra, violí, harmonia, contrapunt, fuga i composició. Al llarg de la seva carrera en el Real Conservatori Superior de Música de Madrid, va guanyar moltíssims premis. A onze anys va formar part com a violí en l'orquestra del conservatori i més tard es va encarregar de la seva direcció.
El 1959-1960 obté una beca per a estudiar direcció d'orquestra a l'Escola Superior de Música de Múnic (Alemanya) amb els mestres Lessing, Eichhorn i Mennerich. El 1960-63 amplia els seus estudis en l'Acadèmia Chigiana de Siena (Itàlia) amb el mestre Sergiu Celibidache. I el 1962 representant a l'Acadèmia de Música Chigiana i seleccionat pel mestre Celibidache, obté el Premi per a joves directors d'orquestra que convoca la RAI (Radiotelevisió Italiana) en la ciutat de Milà.
Des de 1962 a 1964 va ser director del Conservatori i Titular de l'Orquestra de la Societat Filharmònica de Las Palmas de Gran Canària. I un any després va ser nomenat director titular de l'Orquestra Municipal de València. També va exercir com a professor de la classe de Conjunt Instrumental del Conservatori Superior de Música de València i posteriorment va ocupar, interinament, les càtedres de Direcció d'Orquestra i Conjunt Instrumental.
El 1967 guanya el primer premi i medalla d'or en el Concurs Internacional de Direcció d'Orquestra Dimitri Mitropoulos a Nova York, premi que li dona accés al càrrec de director adjunt de l'Orquestra Simfònica Nacional de Washington per a la temporada 1967-1968. Després, assoleix el premi Millor Director d'Orquestra de la temporada d'òpera de Madrid en el Teatre de La Zarzuela, per la seva interpretació de l'òpera Werther de Jules Massenet amb el tenor Alfredo Kraus. I més tard rep el premi Interpretació Mozart.
El 1970 obté, per oposició, el lloc de director titular de l'Orquestra Simfònica de RTVE on va treballar des de 1966 fins a 1984. Càrrec que també va ocupar més tard des de 1998 fins a 2001.
En el món de la televisió ha desenvolupat una interessant labor pedagògica presentant el programa de TVE El Mundo de la Música, durant 1976 i 1980.
El 1991 va obtenir el premi Interpretació Discogràfica 1991, del Ministeri de Cultura d'Espanya, amb l'enregistrament de l'obra Sinfonietta del mestre Ernesto Halffter amb l'ECO (Orquestra de Cambra Anglesa).
A l'any següent l'Associació Cultura Viva li concedeix el Premi Nacional de Música 1992 per tota una vida consagrada a la Música. I per acord de l'Ajuntament de la Ciutat de Parla (Madrid), se li posa el nom de Mestre Enrique García Asensio a l'escola municipal de música de la ciutat.
Des de 1993 fins a 1998 va ser director tecnicoartístic de la Banda Simfònica Municipal de Madrid. Al capdavant d'aquesta agrupació ha gravat 8 CD i amb un dels primers, titulat El Pasdoble, va guanyar un Disc d'Or. A partir del 31 d'octubre de 2001 torna a la direcció tècnica de la Banda Simfònica Municipal de Madrid.
És membre de la Reial Acadèmia de Belles Arts de Sant Carles de València, cavaller de l'Orde del Sant Calze i cavaller de la Reial Orde de Santa Maria del Puig. Actualment i des de la seua creació, és membre del Consell Valencià de Cultura.